# Bobby Tambling
Robert Victor "Bobby" Tambling (sinh 18 tháng 9 năm 1941 tại Storrington, Sussex) là cựu danh thủ bóng đá người Anh. Sự nghiệp của ông tỏa sáng khi khoác áo hai câu lạc bộ của Anh là Chelsea và Crystal Palace, vào những năm 1960 và 1970..Ông là một trong những cầu thủ ghi bàn nhiều nhất cho câu lạc bộ bóng đá Chelsea.

## Sự nghiệp thi đấu

### Chelsea
Là một cầu thủ chạy cánh biết ghi bàn, Tambling được Chelsea ký hợp đồng khi còn đang học trung học cơ sở vào năm 1957, và có trận ra mắt lần đầu tiên sau đó hai năm. Tambling khi đó 17 tuổi đã ghi một bàn thắng trong chiến thắng của Chelsea trước West Ham United. Với sự ra đi của cây săn bàn chủ lực, Jimmy Greaver (đến AC Milan năm 1961), Tambling đã có nhiều cơ hội hơn để khẳng định bản thân. Ông ghi 22 bàn trong mùa giải sau đó, và kết hợp ăn ý với một cầu thủ khác từ đội trẻ Chelsea, Barry Bridges. Mặc dù vậy, câu lạc bộ vẫn xuống hạng mùa 1961-1962..
Mùa giải kế tiếp chứng kiến sự xuất hiện của huấn luyện viên Tommy Dochesty, người đã giao băng đội trưởng cho Tambling và đôn lên đội một hàng loạt những tài năng trẻ, chẳng hạn như Terry Venables, Peter Bonetti và Eddie McCreadie. Tambling ghi được 35 bàn – chiếm một nửa số bàn thắng của CLB – giúp Chelsea lên Fisrt Division (ngoại hạng bây giờ) ngay sau đó. Tambling trở thành người đội trưởng trẻ tuổi nhất dẫn dắt đồng đội thăng hạng. Những kỳ công đó giúp Tambling được gọi vào đội tuyển lần đầu tiên trong trận gặp xứ Wales, ngày 21 tháng 10 năm 1962.
Khi trở về, Tambling ghi 18 bàn giúp Chelsea cán đích ở vị trí thứ năm mùa giải 1963-1964. Mùa 1964-1965, Chelsea đứng trước cơ hội giành cú ăn ba trong nước. Tambling cũng đóng góp 25 bàn thắng, trong đó có một bàn giúp "The Blues" giành chức vô địch League Cup, sau chiến thắng 3 – 2 trước Leicester City. Hai năm sau, Tambling và các đồng đội cuối cùng cũng vào tới trận chung kết FA cup. Thế nhưng dù Tambling đã ghi bàn, Chelsea vẫn phải ngậm ngùi nhìn Tottenham Hotspur giương cúp sau thất bại 2 – 1 trên sân Wembley. Trong mùa giải đó, Tambling cũng thiết lập kỷ lục ghi năm bàn trong một trận đấu, trong trận thắng Aston Villa 6 – 2 ở Villa Park vào tháng 9..
Tambling tiếp tục thi đấu ấn tượng ở các mùa giải tiếp theo, mặc dù cơ hội ra sân bị ảnh hưởng. Do chấn thương cũng như sự xuất hiện của các tài năng trẻ, chẳng hạn như bộ đôi tiền đạo Peter Osgood và Tommy Baldwin. Mùa giải cuối cùng ông đóng góp 7 bàn thắng cho CLB.

## Crystal Palace
Năm 1970, Tambling chuyển đến Crystal Palace với giá trị 40.000 bảng, sau khi đóng góp cho Chelsea 202 bàn thắng sau 370 trận. Ông cũng thi đấu 3 trận cho tuyển Anh và ghi một bàn. Thời gian Tambling ở Palace không mấy thành công, CLB luôn phải chiến đấu ở nữa dưới bảng xếp hạng của giải First Division. Crystal cuối cùng cũng rớt hạng vào cuối mùa 1972-1973, Tambling ghi được 12 bàn trong 68 trận cho CLB trong những 1970-1973.

### Ireland
Tambling rời Crystal tháng 10 năm 1973 để đến Ireland, nơi ông thi đấu cho Cork Celtic. Trong mùa giải đầu tiên, ông giúp CLB này về nhất ở giải vô địch Ireland (đầu tiên và duy nhất). Ông sau đó tiếp nhận cương vị huấn luyện viên kiêm cầu thủ trước khi ra đi năm 1977.
Sau một mùa giải ở WaterFord, Tambling đến Shamrock Rovers mùa 1978-1979. Ông có trận đầu ra mắt vào ngày 30 tháng 8 năm 1978, ghi bàn duy nhất giúp "The Hoops" thắng Athletic St Patrick’s. Ông có tổng cộng 9 lần ra sân cho Hoops, ghi 5 bàn.
Tambling sau đó đến Cork Alberts FC, nơi ông chơi 88 trận, ghi 22 bàn thắng.
Năm 1984, Tambling đồng ý trở thành huấn luyện viên của Cork City, nhưng triều đại của ông chỉ kéo dài 13 trận.

### Sự nghiệp huấn luyện viên
Ông tiếp tục sống ở Crosshaven, Ireland, sau đó nhận lời trở lại dẫn dắt Cork City. Trong vài năm, Tambling đã giúp Cork vô địch League Julior 1 Division và Premier Division. Tên tuổi Tambling được vinh danh tại phòng truyền thống sân Stamford Bridge, gần đây ông có tên trong đội hình câu lạc bộ vĩ đại nhất của XI, và được lựa chọn vào đội hình xuất sắc nhất mọi thời đại của Chelsea..

## Danh hiệu
- Football League Cup
  - Chelsea 1964/65
- League of Ireland
  - Cork Celtic 1973/74